# 科罗利村委员会
科罗利村委员会（俄语：Королинский сельсовет）是俄罗斯联邦阿穆尔州十月区所属的一个村委员会。其下辖有6个居民点，行政中心为科罗利。据2016年统计，该村委员会的人口为406人。